# Ernest Daudet

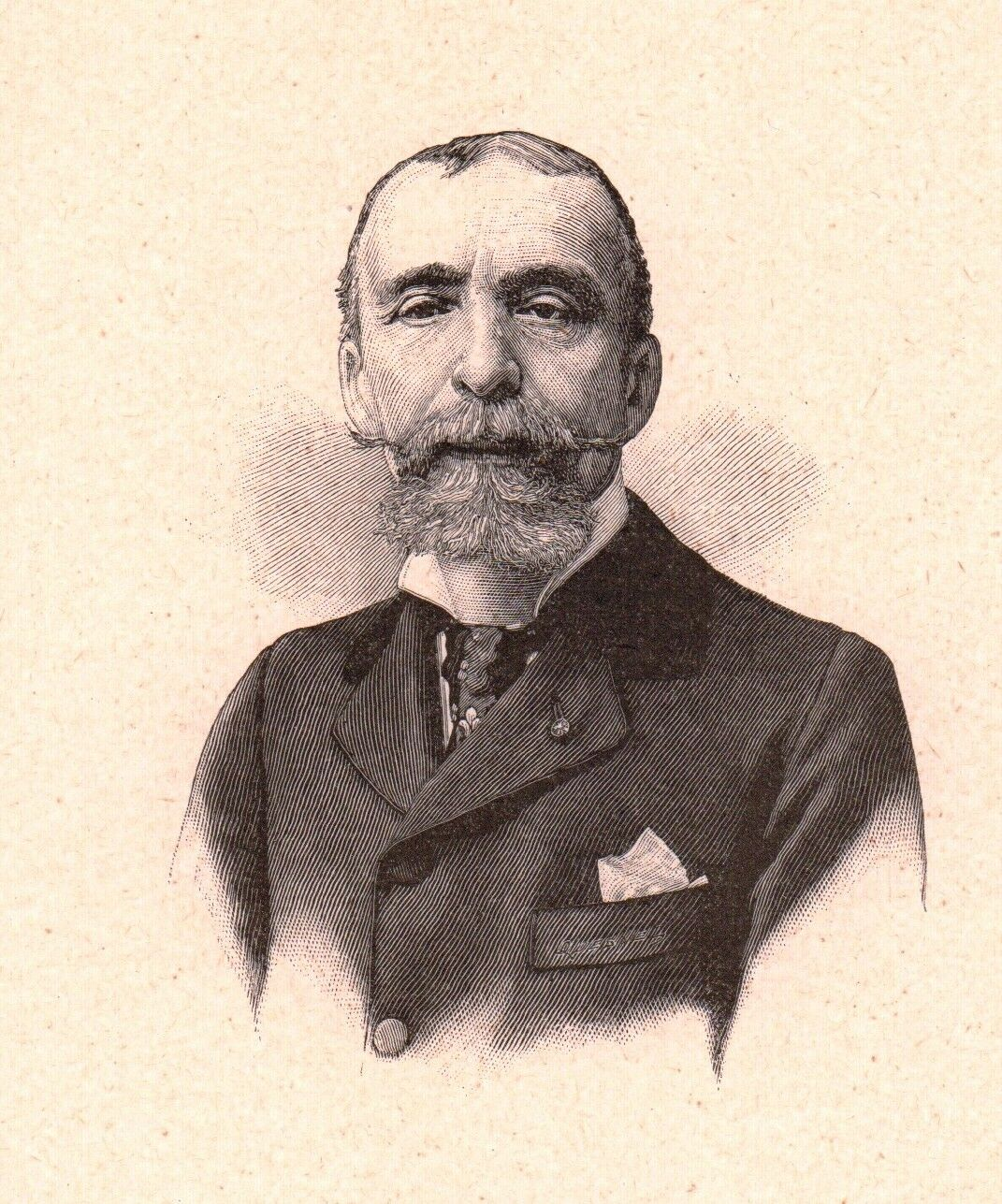
Ernest Daudet

Ernest Daudet (* 31. Mai 1837 in Nîmes; † 21. August 1921 in Les Petites-Dalles) war ein französischer Schriftsteller und Journalist. Er war der ältere Bruder von Alphonse Daudet.

## Leben
Dem Wunsch der Familie folgend begann Daudet seinen beruflichen Werdegang in der freien Wirtschaft, obwohl er eigentlich Schriftsteller werden wollte. Später ging er nach Paris, wo er als Journalist für verschiedene Zeitungen aus der Stadt und aus der Provinz schrieb, oft unter Pseudonym, gleichzeitig aber auch als Sekretär für den französischen Senat arbeitete. Als Schriftsteller veröffentlichte er mehr als 60 belletristische und etwa 45 historische Werke.

## Werke
Romane
- Thérèse (1859)
- Les Duperies de l’amour (1865)
- Les Douze Danseuses du château de Lamôle. Une liaison littéraire. John Stewart. Frédéric et Julie (1867)
- La Succession Chavanet (2 Bände, 1867)
- Marthe Varadès (1868)
- La Succession Chavanet (1868)
- Le Missionnaire (1869)
- Le Prince Pogoutzine (1869)
- Les Soixante-et-Une Victimes de la Glacière (1869)
- Le Roman d’une jeune fille (1869)
- Jean-le-Gueux (1870)
- Les Dames de Ribeaurpix (1872)
- Fleur de péché (1872)
- Le Roman de Delphine (1873)
- Un mariage tragique (1873)
- Les Aventures de Raymond Rocheray (1875)
- La Vénus de Gordes, zusammen mit Adolphe Belot (1875)
- La Petite Sœur (1875)
- La Baronne Amalti (1877)
- Le Crime de Jean Malory (1877)
- Daniel de Kerfons, confession d’un homme du monde (2 Bände, 1877)
- La Marquise de Sardes (1878)
- Clarisse (1879)
- L’Aventure de Jeanne (1879)
- Dolorès (1879)
- Madame Robernier (1879)
- La Maison de Graville (1880)
- Le Fils de ces dames (1880)
- Les Amoureux de Juliette (1880)
- Les Aventures des trois jeunes Parisiennes (1880)
- Robert Darnetal (1880)
- Le Mari (1880)
- Le Lendemain du pêché (1881)
- Mon Frère et moi (1882)
- La Caissière (1882)
- Défroqué (1882)
- Pervertis (1882)
- La Carmélite (1883)
- Le Père de Salviette (1883)
- Zahra Marsy (1883)
- Mademoiselle Vestris, histoire d’une orpheline (1883)
- Aventures de femmes (1885)
- Les Reins cassés (1885)
- Gisèle Rubens (1887)
- Fils d’émigrés (1890)
- Le Gendarme excommunié ; Cruautés de femmes ; Madeleine Bonafous (1891)
- À l’entrée de la vie (1892)
- Mademoiselle de Circé, roman d’une conspiration sous le premier Empire, 1805–1806 (1893)
- Aveux de femme (1894)
- La Vénitienne (1894)
- Un amour de Barras. Nuit de noces. Aventure d’émigré. Représailles. Une nuit de Noël. Une matinée de Fouché. Le Roman d’un complot (1895)
- Drapeaux ennemis (1895)
- Doux Raphaël (1895)
- Les Fiançailles tragiques (1896)
- Pauline Fossin (1897)
- Rolande et Andrée (1897)
- La Mongautier, roman des temps révolutionnaires (1897)
- Fléau qui passe (1900)
- Nini-la-Fauvette (1903)
- Expiatrice (1904)
- L’Espionne (1905)
- Poste restante (1908)
- La Course à l’abîme (1909)
- Une Idylle dans un drame (1910)
- Les Rivaux, roman en époques, 1795-1815-1830 (1910)
- Le Mauvais Arbre sera coupé (1910)
- Beau-Casque, roman des temps révolutionnaires (1910)

Geschichte
- Le Cardinal Consalvi (1866)
- L’Agonie de la Commune, Paris à feu et à sang (24–29 mai 1871) (1871)
- Trois mois d’histoire contemporaine. La Vérité sur l’essai de restauration monarchique. Événements qui se sont accomplis du 5 août au 5 novembre 1873 (1873)
- Le Ministère Martignac (1875)
- Le Procès des ministères (1875)
- Les Grands épisodes de la monarchie constitutionnelle. Le Procès des ministres (1830), d’après les pièces officielles et des documents inédits (1877)
- Henriette, fragments du journal du marquis de Boisguerny, député (1877)
- La Terreur blanche, épisodes et souvenirs de la réaction dans le Midi en 1815, d’après des souvenirs contemporains et des documents inédits (1878)
- Souvenirs de la présidence du maréchal de Mac-Mahon (1881)
- Histoire des conspirations royalistes du Midi sous la Révolution (1790–1793), d’après les publications contemporaines, les pièces officielles et les documents inédits, (1881)
- Histoire de la Restauration (1882)
- Les Émigrés de la seconde coalition (1882)
- Histoire de l’émigration. Les Bourbons et la Russie pendant la Révolution française (1886)
- Histoire de l’émigration. Les émigrés et la seconde coalition, 1797–1800 (1886)
- Les Bourbons et la Russie pendant la Révolution française (1888)
- Histoire de l’émigration. Coblentz, 1789–1793 (1889)
- Mémoires du temps de Louis XIV, par Du Causé de Nazelle (1889)
- La Police et les chouans sous le Consulat et l’Empire, 1800–1815 (1893)
- Histoire diplomatique de l’alliance franco-russe (1893)
- Les Coulisses de la société parisienne (2 Bände, 1893)
- Le Duc d’Aumale, 1822–1897 (1898)
- Les Deux évêques (1899)
- Louis XVIII et le duc Decazes, 1815–1820, d’après des documents inédits (1899)
- La Conjuration de Pichegru et les complots royalistes du Midi et de l’Est, 1795–1797, d’après des documents inédits (1901)
- Conspirateurs et comédiennes, épisodes d’histoire d’après des documents inédits, 1796–1825 (1902)
- Une vie d’ambassadrice au siècle dernier. La princesse de Lieven (1903)
- Le Roman d’un conventionnel. Hérault de Séchelles et les dames de Bellegarde, d’après des documents inédits (1904)
- Histoire de l’émigration pendant la Révolution française (3 Bände, 1904–1907)
- Au temps de l’Empereur, récits d’une grand’mère (1907)
- Lettres du Cte Valentin Esterhazy à sa femme (1907)
- Joseph de Maistre et Blacas, leur correspondance inédite et l’histoire de leur amitié, 1804–1820 (1908)
- L’Exil et la mort du général Moreau (1909)
- L’Ambassade du duc Decazes en Angleterre (1820–1821) (1910)
- À travers trois siècles (1911)
- Les Complices des auteurs de la guerre. I. Ferdinand Ier, tsar de Bulgarie (1912)
- La Chronique de nos jours, notes et souvenirs pour servir à l’histoire (1912)
- Tragédies et comédies de l’histoire, récits des temps révolutionnaires (1912)
- Un drame d’amour à la cour de Suède, 1784–1795 (1913)
- Vingt-cinq ans à Paris, 1826–1850. Journal du comte Rodolphe Apponyi (3 Bände, 1913–1914)
- De la Terreur au Consulat, récits romanesques et tragiques en marge des temps révolutionnaires (1914)
- Journal de Victor de Balabine, secrétaire de l’ambassade de Russie [Texte imprimé] : Paris de 1842 à 1852, la cour, la société, les moeurs. 1842–1847 (1914)
- Les Auteurs de la guerre de 1914 (1916)
- La France et l’Allemagne après le Congrès de Berlin (2 Bände, 1918–1919)
- Soixante années du règne des Romanov (1919)
- L’Avant-dernier Romanoff. Alexandre III (1920)

Theater
- Marthe, Komödie in einem Akt, Paris, Théâtre d’application, 30. Mai 1890
- Un drame parisien, Paris, Théâtre du Gymnase, 27. September 1892.

Erinnerungen
- Mon frère et moi, souvenirs d’enfance et de jeunesse (1882)
- Mes chroniques de 1915 et 1916, pages d’histoire en marge de la guerre (1917)
- Souvenirs de mon temps. I. Débuts d’un homme de lettres. 1857–1861 (1921)